# Hôtel Coeurderoy
L'Hôtel Coeurderoy est un hôtel particulier de Dijon, sis Rue Vannerie, dans le secteur sauvegardé de la ville.
Il fait l'objet d'une inscription au titre des monuments historiques depuis 1950.

## Histoire
Au XVe siècle, un hôtel est construit sur le site par Jehan de Mazilles, écuyer, capitaine-châtelain de Saulx et de Salives pour la famille de Saulx, puis, en outre, conseiller, panetier et échanson du duc Philippe le Bon, gruyer de Bourgogne aux bailliages de Dijon, d'Auxois et de Montagne, et sire de Marey.
Il en subsiste le cellier à voûte d'ogive de style gothique flamboyant.
au début du XVIe siècle, à la mort du dernier Mazilles, la famille de Saulx-Tavannes, rachètent l'hôtel et le conserve jusqu'en 1693, date à laquelle Gabrielle Joubert de Barrault, veuve de Noël de Saulx, marquis de Tavannes, le vend à un familier, Étienne Famille Cœurderoy, président aux requêtes du parlement de Bourgogne.
En 1773, son fils François (1700-1781), également président aux requêtes, vend l'hôtel à Jean Pérard, conseiller au parlement de Bourgogne. Mort sans hoirs, en 1781, l'hôtel passe à sa sœur Henriette Madeleine Pérard, qui, de retour de Fribourg où elle avait émigré avec sa famille lors de la Terreur, le transmet à ses filles.
L'aînée décédant prématurément, l'hôtel revient intégralement à sa cadette, Clothilde Charpy de Jugny, puis à ses descendants, les comtes du Parc, qui le conservent jusqu'au milieu du XXe siècle.
L'hôtel, aujourd'hui géré par une société civile immobilière, fait l'objet d'une inscription au titre des monuments historiques depuis 1950.

## Architecture
L'hôtel qui s'offre aujourd'hui à nos yeux est celui du XVIIe siècle.
Il s'organise en U, autour d'une cour fermée par une imposante porte à pilastres à refends et claveaux de pierre.
Elle est surmontée d'une corniche munie d'un larmier et de cimaise, et comporte, en son centre, une agrafe sculptée avec des impostes en bois ornées de feuillages.
Le logis est construit sur trois étages, dont les ouvertures simples, sont pour celles de l'aile gauche, munies de grilles en fer forgé, et pour celles de la toiture, de frontons cintrés et triangulaires.
Le parc, cerné par le rempart Tivoli, dans lequel se trouvent plusieurs niches, est orné d'un escalier en forme de fer à cheval.

## Liste des propriétaires
- Famille de Mazilles, au XVe siècle
- Famille de Saulx-Tavannes, du début du XVIe siècle à la fin du XVIIe siècle
- Famille Cœurderoy, de la fin du XVIIe siècle à la fin du XVIIIe siècle
- Famille Pérard, à la fin du XVIIIe siècle
- Familles Charpy de Jugny puis du Parc, de la fin du XVIIIe siècle jusqu'au milieu du XXe siècle.

## Galerie

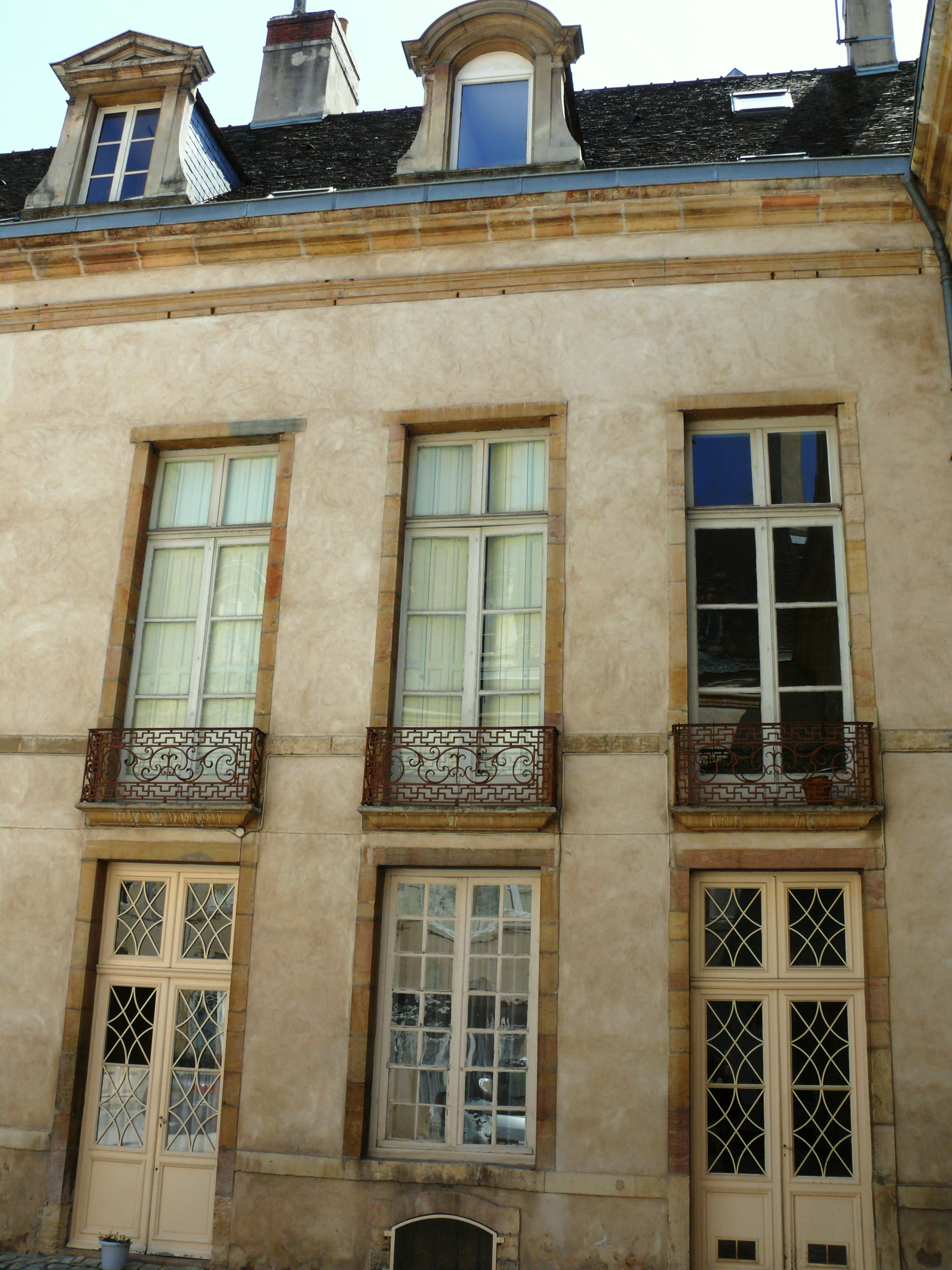
Hôtel Cœurderoy
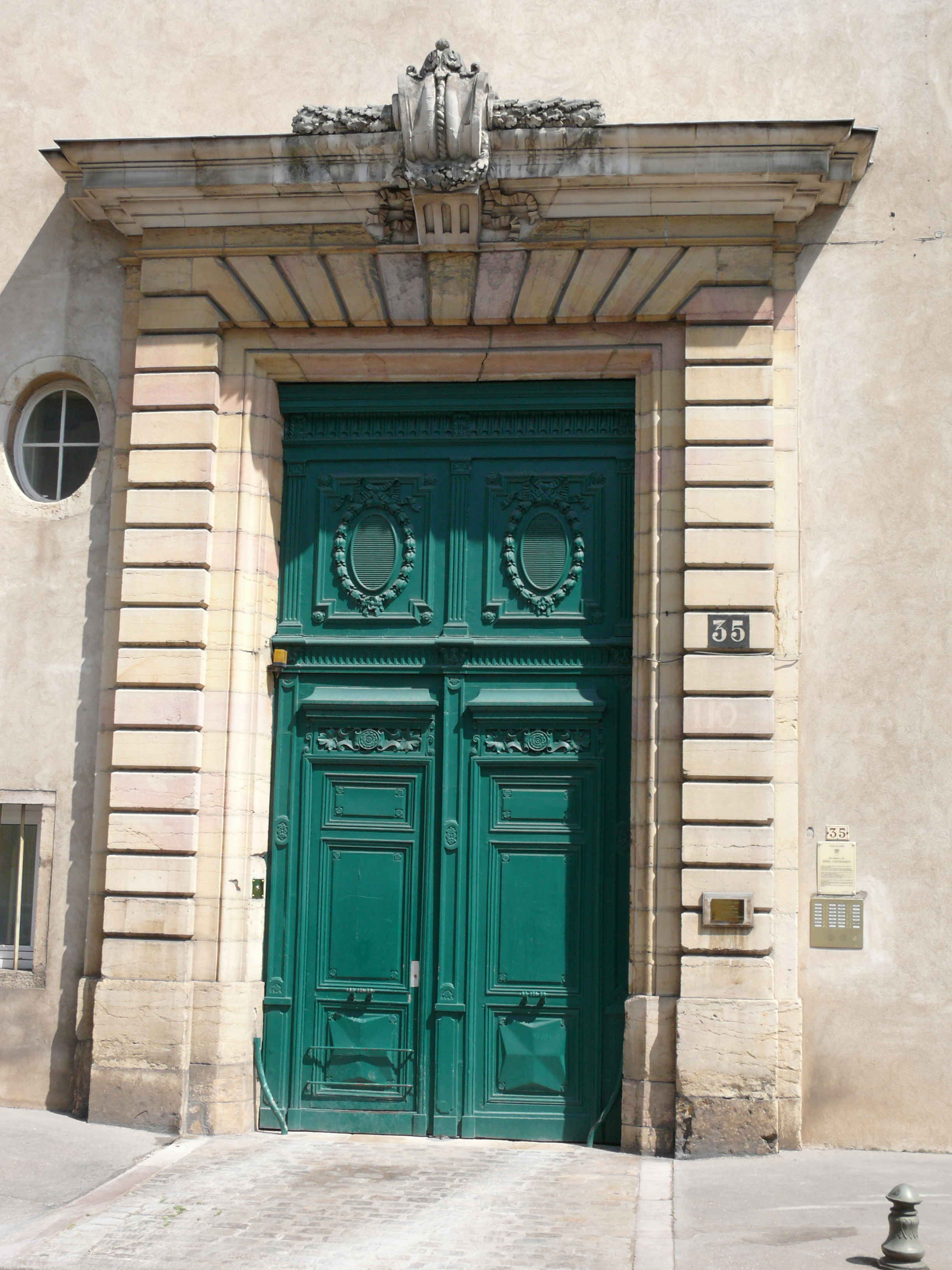
Porche de l'Hôtel Cœurderoy
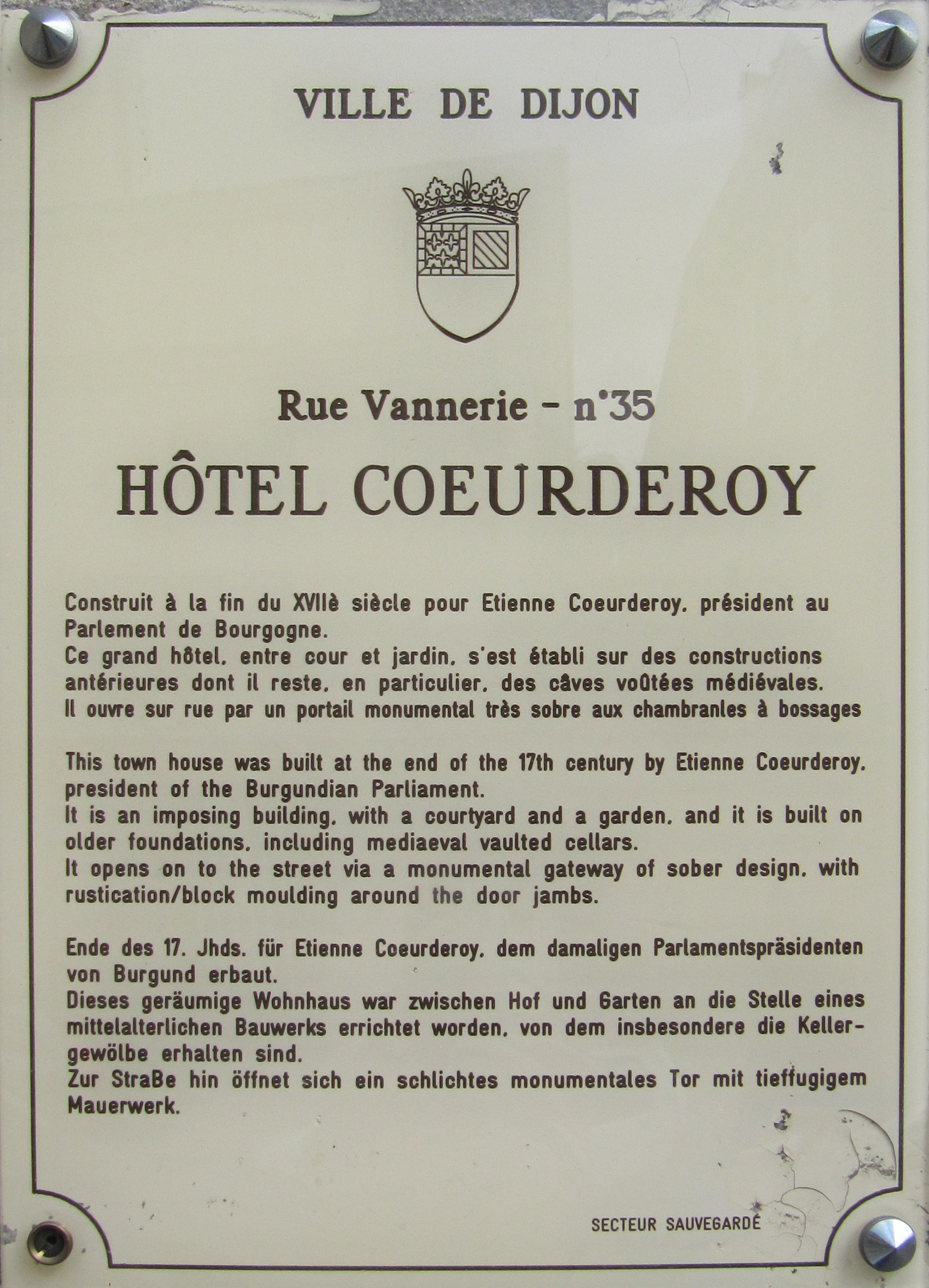
Plaque d'information trilingue (français, anglais, allemand)